# Орешин, Владимир Максимович
Владимир Максимович Орешин (род. 21 февраля 1951, Ош) — советский и киргизский футболист, центральный полузащитник, футбольный тренер. Мастер спорта СССР, мастер спорта Киргизской Республики международного класса.

## Биография
В детстве занимался разными видами спорта — теннисом, лёгкой атлетикой и даже баскетболом, несмотря на невысокий рост. Футболом начал организованно заниматься в 15 лет у тренера Михаила Михайлюка. Вскоре попал в резервный состав «Алая» и был включён в юношескую сборную Киргизской ССР.
С 1968 года выступал за главную команду республики — фрунзенскую «Алгу», в первом же матче за команду забил гол. В первые несколько лет также включался в заявку ошского «Алая», а с 1971 года стал твёрдым игроком основы «Алги». Всего провёл в команде 16 сезонов, сыграв в первой и второй лигах несколько сотен матчей и забив 77 голов. Становился победителем зонального турнира второй лиги (1974, 1978).
В 1984 году приостановил игровую карьеру и стал тренером команды ЦОР (Фрунзе), состоявшей из 18-летних воспитанников Центра олимпийского резерва. Команда в том сезоне заняла шестое место в чемпионате Киргизской ССР. Однако в 1985 году вернулся на поле в качестве игрока «Алая» и провёл ещё два сезона во второй лиге.
В 1987—1992 годах снова работал детским тренером в Бишкеке.
После образования независимого чемпионата Кыргызстана стал играть за клубы высшей лиги — «Спартак»/«Ак-Марал» (Токмак) и «АиК» (Бишкек), также в этих командах выполнял функции играющего тренера. Становился призёром чемпионата страны и обладателем Кубка Кыргызстана (1994, 1996). Всего в высшей лиге Кыргызстана провёл 110 матчей и забил 29 голов, а в общей сложности за карьеру забил 127 голов. Завершил игровую карьеру в 47-летнем возрасте.
Впоследствии играл и тренировал команды по мини-футболу, работал детским тренером в большом футболе, в том числе с юношескими сборными Кыргызстана. Участвовал в организации спортивных турниров при посольстве России в Кыргызстане. Принимал участие в матчах ветеранов.